# Editorial Creo
Creo fue una editorial española, ubicada en Valencia, fundada por el dibujante José Luís Macías Sampedro y los impresores Laguarda y Llorens en 1958. Dedicada a la producción de tebeos hasta su desaparición en 1961, fue la única alternativa a otras editoriales locales como Valenciana y Maga, presentando en general un dibujo más acabado y cuidado que estas.

## Trayectoria editorial
Según el crítico Pedro Porcel, el cierre de la editorial obedece a varias causas, entre las que destaca la falta de rentabilidad económica, que provoca que sus autores fichen por editoriales inglesas que ofrecen mejores salarios.

## Colecciones de tebeos
| Título                   | Formato  | Tamaño      | Periodicidad | Guion             | Dibujo                                           | Números | Precio    | Año  | Comentario       |
| ------------------------ | -------- | ----------- | ------------ | ----------------- | ------------------------------------------------ | ------- | --------- | ---- | ---------------- |
| Capitán Hispania         | Cuaderno | 17 x 24 cm. | Semanal      | Federico Amorós   | Juan González Alacreu                            | 28      |           | 1958 |                  |
| Davi-Roy                 | Cuaderno | 17 x 24 cm. | Semanal      | Federico Amorós   | José Luís Macías Sampedro, Agustín Navarro Costa | 28      | 1,50 pts. | 1958 |                  |
| Ayax, el griego          | Cuaderno | 17 x 24 cm. | Semanal      | Vicente Tortajada | José Luís Macías Sampedro                        | 20      | 1,50 pts. | 1960 |                  |
| Ric Rice                 | Cuaderno | 17 x 24 cm. | Semanal      | Vicente Tortajada | Luis Coch                                        | 20      | 1,50 pts. | 1960 |                  |
| Diana, flores del azahar | Cuaderno | 17 x 24 cm. | Semanal      |                   | Alfredo Sanchis Cortés, María Pilar Mir          | 20      | 1,50 pts. | 1960 | Género romántico |
| Jim Dale la Máscara      | Cuaderno | 17 x 24 cm. | Semanal      | Federico Amorós   | Juan González Alacreu                            | 14      |           | 1961 |                  |
| Hombres de Ley           | Revista  | 24 x 16 cm. | Semanal      |                   | VV. AA.                                          | 23?     |           | 1961 | Género policíaco |